# آرثر بي. شامبلن
آرثر بي. شامبلن هو صحفي وسياسي أمريكي، ولد في 7 فبراير 1858 في تشيلسي في الولايات المتحدة، وتوفي في 8 يناير 1946. انتخب عضو مجلس ولاية ماساتشوستس ‏ وانتخب عضو مجلس نواب ماساتشوستس ‏.